# Amanda Holden
Amanda Holden (16 tháng 2 năm 1971) là một MC truyền hình người Anh, diễn viên và ca sĩ. Cô đã xuất hiện như một giám khảo trên ITV's Britain's Got Talent từ khi chương trình bắt đầu trong năm 2007.
Holden đóng vai Sarah Trevanion trong Wild at Heart (2006–2008) và vai chính trong Thoroughly Modern Millie, bộ phim mà cô đã được đề cử giải thưởng Laurence Olivier Award. Gần đây cô đã xuất hiệu trong nhiều chương trình khác với ITV như Superstar (2012), This Morning (2014–2015, 2017–nay) và Give a Pet a Home (2015).

## Thời trẻ
Dù sinh ở Portsmouth, Holeden có phần lớn tuổi thơ ở Bishop's Waltham và lúc 9 tuổi cô gia nhập công ty Bishop’s Waltham Little Theatre (Bishop’s Waltham Little Theatre Company). Cô học cấp hai tại trường Swanmore Secondary School (bây giờ là Swanmore College), nơi một giáo viên đã nhận xét rằng cô có một tài năng tự nhiên trên sân khấu. Năm 16 tuổi, gia đình cô chuyển tới Bournemouth.

## Sự nghiệp

### Truyền hình
Holden tham gia truyền hình lần đầu như một thí sinh trên game show Blind Date năm 1991. Từ năm 2006 tới 2008, Holden tham gia như Sarah Trevanian trong 3 series của ITV Wild at Heart đồng diễn Stephen Tompkinson.
Holden được đánh giá cao khi tham các chương trình TV khác bao gồm, 3 series của phim hài Kiss Me Kate với Caroline Quentin và Chris Langham; 3 series của ITV-The Grimleys, Celeb với Harry Enfield, BBC series Hearts và Bones với Damian Lewis, tập phim "The Problem at Gallowes Gate" và một Boxing Day đặc biệt Marple đối diện Geraldine McEwan và John Hannah. Cô cũng đồng vai chính với Bill Nighy và Tom Courtenay trong Ready When You Are, Mr Mc Gill, vở kịch hài của Jack Rosenthal
Holden hiện tại là một giám khảo cho chương trình Britian's Got Talent cùng với Simom Cowell, David Walliams, và Alesha Dixon. Cô tham gia show từ năm 2007.
Cô đã xuất hiện trên nhiều bộ phim khác nhau của Anh như là Smack the Pony, EastEnders, Hearts and Bones, Cutting It và với Harry Enfield trong series phim hài Celeb.
Năm 2009, Holden xuất hiện như là Lizzie, Ring Mistress trong bộ phim sitcom của BBC Big Top. Vào tháng 4 năm 2009, mạng lưới CBS của Mỹ đã đề nghị Holden công việc của người trình bày khách mời một lần trên The Early Show, một chương trình nói chuyện ban ngày. Vào ngày 1 tháng 6 năm 2009, cô xuất hiện với các diễn giả thường xuyên Harry Smith và Maggie Rodriguez. Kể từ đó, Holden đã đăng ký với CBS với tư cách là phóng viên của Anh cho The Early Show.
Từ năm 2009 đến năm 2014, Holden đã đồng sáng tác A Night of Heroes: The Sun Military Awards hàng năm về ITV với Phillip Schofield. Vào tháng 1 năm 2010, cô trình bày bộ phim gồm bốn phần của riêng mình, Fantasy Lives của Amanda Holden, trong đó cô đã thử bốn công việc mơ ước của mình bao gồm làm việc như một cô gái ở Paris và trợ lý của một pháp sư ở Las Vegas.

### Phim ảnh
Trong năm 1996, Holden đóng vai Pamela trong bộ phim Intimate Relations. Năm 1999, cô xuất hiện như một trợ lý cửa hàng giày trong phim Virtual Sexuality. Cô không được tin tưởng trong năm 2013 với bộ phim One Chance.

### Cuộc sống cá nhân
Holden là một người ăn chay từ khi cô 13 tuổi.
Cô đã kết hôn với Les Dennis vào tháng 6 năm 1995. Họ ly thân tạm thời vào năm 2000 sau khi chuyện tình của Holden với diễn viên Neil Morrissey đã được phơi bày trên báo chí, sau khi chia tay vĩnh viễn vào tháng 12 năm 2002, và ly dị vào 2003. Trong khoảng thời gian đó, cô nói rằng mình là nạn nhân tình dục bởi một diễn viên hài nổi tiếng tại một sự kiện công cộng.
Vào ngày 20, tháng 1 năm 2006, Holden sinh con đầu tiên với vị hôn phu của cô ấy, với nhà sản xuất thu âm Chris Hughes. Cô kết hôn với Hughes tại Batington House, Someset, vào ngày 10, tháng 12, năm 2008. Sau khi sẩy thai vào năm 2010, cô phải chịu đựng nỗi đau lớn khi điều đó xảy ra lần nữa vào năm 2011. Ngày 23, tháng 1 năm 2012, mặc dù có các biến chứng về y tế, cô đã sinh đứa con gái thứ hai của mình.
Trong năm 2010 Holden tham gia vận động giữ một siêu thị của Sainsbury ngoài Bishop's Waltham. Cư dân của quê hương cô sau đó cáo buộc cô hai mặt trong tháng 11 năm 2010 khi cô đã ký một thỏa thuận xuất hiện trong quảng cáo với Tesco, chuỗi siêu thị lớn nhất của nước Anh.
Holden là một fan hâm mộ lâu năm của câu lạc bộ bóng đá Anh, Everton, tham gia tại nhà và đi chơi xa khi lịch trình của cô cho phép.

### Sự nghiệp phim ảnh
Truyền hình
| Năm              | Tên                                            | Channel   | Vai diễn           |
| ---------------- | ---------------------------------------------- | --------- | ------------------ |
| 1994             | EastEnders                                     | BBC One   | Carmen             |
| 1997             | We Know Where You Live                         |           | Various characters |
| 1998             | Jonathan Creek                                 | BBC One   | Petra (2 episode)  |
| 1998–2000        | Kiss Me Kate                                   | BBC One   | Mel                |
| 1999–2001        | The Grimleys                                   | ITV       | Geraldine Titley   |
| 2000–2001        | Hearts and Bones                               | BBC One   | Louise Slaney      |
| 2002–2004        | Cutting It                                     | BBC One   | Mia Bevan          |
| 2003             | Eternal Rectangle                              |           |                    |
| 2003             | Greasemania                                    | ITV       | Presenter          |
|                  | Ready When You Are, Mr McGill                  | ITV       | Police officer     |
| 2004             | Mad About Alice                                | BBC One   | Alice              |
| 2004             | Agatha Christie's Marple: 4:50 From Paddington |           | Lucy Eyelesbarrow  |
| 2006–2008        | Wild at Heart                                  | ITV       | Sarah Trevanion    |
| 2007–            | Britain's Got Talent                           | ITV       | Judge              |
| 2009             | Out of My Depth                                | ITV       | Trainee midwife    |
| 2009             | Big Top                                        | BBC One   | Lizzie             |
| 2009–2014        | A Night of Heroes: The Sun Military Awards     | ITV       | Co-presenter       |
| 2010             | The Door                                       | ITV       | Co-presenter       |
| 2010             | Amanda Holden's Fantasy Lives                  | ITV       | Presenter          |
| 2011             | The Nation's Favourite Bee Gees Song           | ITV       | Narrator           |
| 2012, 2016       | Lorraine                                       | ITV       | Guest presenter    |
| 2012             | Superstar                                      | ITV       | Presenter          |
| 2014             | Dispatches: Exposing Hospital Heartache        | Channel 4 | Presenter          |
| 2014–2015, 2017— | This Morning                                   | ITV       | Stand-in presenter |
| 2015             | Give a Pet a Home                              | ITV       | Presenter          |
| 2015             | Text Santa                                     | ITV       | Co-presenter       |
| 2016             | I've Got Something To Tell You                 | W         | Presenter          |
| 2017, 2018       | The Worst Witch                                | CBBC      | Miss Pentangle     |

Khách mời
- Blind Date (1991)
- Goodness Gracious Me (1998)
- Don't Go Breaking My Heart (1998)
- Smack the Pony (1999)
- The Nearly Complete and Utter History of Everything (2000)
- Happy Birthday Shakespeare (2000)
- Loose Women (2000, 2002, 2013)
- Now You See Her (2001)
- Alan Carr: Chatty Man (2009, 2012, 2013, 2014)
- The Paul O'Grady Show (2009, 2013)
- The One Show (2009, 2013)
- Ant & Dec's Christmas Show (2009)
- Magic Numbers (2010)
- The Graham Norton Show (2010, 2013, 2014, 2015)
- The Alan Titchmarsh Show (2011, 2013)
- Paul O'Grady Live (2011)
- The Talent Show Story (2012)
- Ant & Dec's Saturday Night Takeaway (2013, 2018)
- Compost Corner: Christmas Special (2013)
- The One and Only Cilla Black (2013)
- Up Late with Rylan (2016)
- Who Do You Think You Are? (2016)
- Alan Carr's Happy Hour (2016)
- The Keith & Paddy Picture Show (2018)
- This Morning (2018)

Phim
| Năm  | Tên                | Vai diễn            | Notes      |
| ---- | ------------------ | ------------------- | ---------- |
| 1996 | Intimate Relations | Pamela              |            |
| 1999 | Virtual Sexuality  | Shoe Shop Assistant |            |
| 2013 | One Chance         | Herself             | Uncredited |

Television advertisements
| Năm       | Tên          | Description       | Vai diễn |
| --------- | ------------ | ----------------- | -------- |
| 2010–2012 | Tesco        | Supermarket chain | Herself  |
| 2012—     | Danone Oykos | Low fat yoghurt   | Herself  |
| 2015—     | Alpen        | Healthy Granola   | Herself  |